# Maakhir

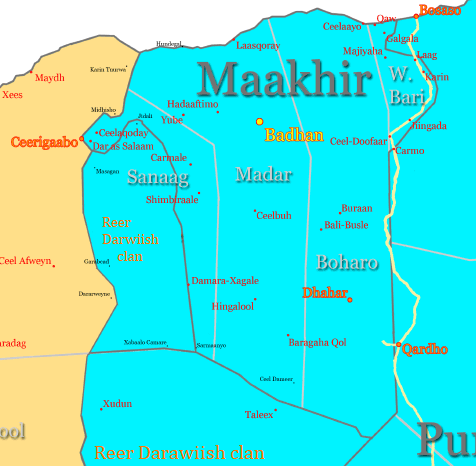
Il Maakhir

Maakhir era uno Stato autonomo autoproclamato all'interno della Somalia in un'area disputata tra il Somaliland e il Puntland e confinante con il neo proclamato Stato del Northland (Somalia). Né il Somaliland né il Puntland hanno riconosciuto il nuovo Stato.
Dichiarato il 1º luglio 2007, non è mai stato riconosciuto dal Governo Federale di Transizione della Somalia.
La Capitale era Badhan, le lingue ufficiali il somalo e l'inglese.
In data 11 gennaio 2009 lo Stato di Maakhir è stato incorporato nel Puntland.

## Autonomia
L'area di Maakhir è principalmente abitata dal clan Uarsangheli, un membro della confederazione dei clan Hairti (insieme con Dulbahanta e Migiurtini) e un clan della tribù Darod.
I Uarsangheli furono originariamente uno dei principali attori nella creazione dello Stato del Puntland come un successore ai Sultanati Harti dopo il collasso del Governo Centrale in Somalia nel 1991. Ma da quando c'è stata la proclamazione di uno autonomo Puntland nel 1998, i Uarsangheli sono sempre stati più emarginati, così il clan Maheerteen ha assunto un ruolo egemonico nello Stato.
Lo Stato Maakhir si è proclamato autonomo il 1º luglio 2007 con una cerimonia a Badhan in risposta alle affermazioni da parte del Somaliland e Puntland sopra la parte ovest di Sanag, che ha portato a diversi conflitti per il controllo del territorio tra questi due Stati.
Sia il Puntland che il Somaliland hanno firmato concessioni petrolifere in questa parte del Sanag, senza il consenso delle autorità locali, che hanno contribuito al desiderio da parte dei Uarsangheli di amministrare i loro affari, così come risolvere le dispute con Mohamud Muse Hersi, attuale Presidente del Puntland.
Nonostante i colloqui con Ali Mohammed Ghedi, il precedente Primo Ministro della Somalia, il Governo di Transizione Somalo ha declinato ogni commento sullo Status di Maakhir ed è sembrato considerare il Puntland come autorità ufficiale nella regione, fino alla scomparsa dello Stato, confluito nel Puntland nel gennaio 2009.

## Geografia antropica

### Suddivisioni amministrative
Maakhir reclamava le seguenti divisioni amministrative attualmente considerate sotto il suo controllo:
- Madar
- Baran - Capitale di Maakhir
- Hadaaftimo
- Hingalol
- Las Gorei
- Yube
- Ceelbuh

- Sanag
- Est Erigavo - Capitale della Regione
- Damala Xagare
- Carmale
- Geilwiete
- Darasalaam
- Shimbiraale
- Ceelaqoday
- Boharo
- Dhahar - Capitale della Regione
- Ceelaayo
- Bali-Busle
- Baragaha Qol
- Buran - Le autorità di Maakhir prevedono l'apertura di una Università in questa città.

#### Città e comuni
Le più grandi città nell'area reclamate da Maakhir sono:
- Baran
- Buraan
- Damalla-Hagare
- Dhahar
- Eilbuh
- Erigavo
- Hadaftimo
- Hingalol
- Las Gorei
- Qaw, nota anche come Bender Ziada

## Riconoscimento
Il Maakhir ha ricevuto il supporto da parte di Asha Abdalla, che rappresenta Sanag nel Parlamento Federale di Transizione.
A partire dal novembre 2007, lo stesso TFP non ha indicato se sarà riconosciuto come nuovo Stato.